# Karen Blixen Coffee Garden Restaurant and Cottages
Karen Blixen Coffee Garden Restaurant and Cottages er navnet på en café i distriktet "Karen" i Nairobi, Kenya. Den er beliggende i nærheden af Karen Blixens tidligere afrikanske farm, som i dag er indrettet til museum. Der tilbydes blandt andet kaffe af forskellige varianter fra det område, hvor Karen Blixen selv dyrkede kaffe.